# Национален музей на народната архитектура и бит на Украйна
Националният музей на народната архитектура и битието на Украйна (на украински: Націона́льний музе́й наро́дної архітекту́ри та по́буту Украї́ни) е музей на открито с площ 133,5 хектара, разположен на улица „Академика Тронка“ 1, в квартал „Пирохов“, Киев, Украйна. Музеят е архитектурен и ландшафтен комплекс, представящ основните исторически и етнографски региони на Украйна и посветен на опазването и изучаването на регионалните украински народни традиции.

## Местоположение
Селището Пироховка се споменава за първи път през 1627 г. като феодално владение на Киевско-Печорската лавра, въпреки че археологическите доказателства на мястото потвърждават, че територията на Пирохов е била заселена още през бронзовата епоха. Записите от 1720 г. споменават село с името „Пирожов“.
Територията е включена в административните граници на Киев през 1957 г.

## Колекция
Музеят съдържа над 300 произведения на народната архитектура, пренесени от всички големи региони на Украйна и внимателно сглобени. Колекцията включва 40 000 предмета от бита и традиционната култура като носии, стари тъкани, шевици, килими, керамика, метални занаяти, изделия от дърво и стъкло, както и музикални инструменти, картини и домакински съдове.
Планът на музея разделя територията му на няколко функционални зони: експозиционна площ, където са разположени паметници на етнографията и паметници на традиционната народна архитектура; етнографско-научна зона, включително изложбени павилиони, ресторант с около 300 места, певческо поле за 10 000 зрители, изследователски институт по етнографска музеология към Академията на науките на Украйна; и промишлени зони, включително работилници за реставрация.

## Галерия
- Музей на бита в Пирохов
- Вятърна мелница (Сумска област)
- Вили (Полесия)
- Църквата „Свети Николай“
- Боядисана стопанска постройка
- Интериор
- Вила със сламен покрив
- Дървена църква
- Кошер
- Традиционен кладенец
- Стопански постройки
- Вятърни мелници (Черниговска област)